# Jakub II (patriarcha Jerozolimy)
Jakub II – prawosławny patriarcha Jerozolimy; sprawował urząd przed 1460 r.